# Centaurea pseudreflexa
Centaurea pseudreflexa là một loài thực vật có hoa trong họ Cúc. Loài này được Hayek mô tả khoa học đầu tiên năm 1913.